# Lluís Buscarons i Pastells
Lluís Buscarons i Pastells (Castelló d'Empúries, Alt Empordà, 28 de febrer de 1913 – Girona, 30 d'agost de 1999) fou un intèrpret de flabiol i compositor de sardanes. Músic amb una dilatada trajectòria professional reconeguda arreu, a més a més de distingir-se sempre com a persona per la seva cordialitat i senzillesa.

## Biografia
Va néixer a la comtal vila de Castelló d'Empúries, població empordanesa de sòlides arrels musicals. Inicia els seus estudis de la mà del seu avi matern, Baldomer Pastells i Ribera, conegut com "l'avi Rau", qui va alliçonar-lo en l'aprenentatge de solfeig, flauta i flabiol. Posteriorment va ampliar els seus coneixements amb els mestres Martí Pou, Josep Cirilo, Esteve Pallach i Josep Blanch i Reynalt.
Amb aquesta sòlida formació artística va començar la seva vida de músic, incorporant-se aviat (12 anys) a la que fou la seva primera cobla Els Rossinyolets (formació juvenil). Un temps després formà part de les cobles següents: Antiga Pep de Figueres, Pau Rossinyol (de Castelló d'Empúries, de la qual n'era el director) i Girona.
El 1956 va integrar-se als rengles de la cobla Montgrins, on va sojornar-hi durant dinou temporades. Va destacar per la seva gran categoria com a flabiolaire que el portaren a convertir-se en un dels millors que ha donat la història sardanista. Una virtut que anava sempre acompanyada per un segell de fina i acurada sensibilitat interpretativa. Per cert i fent esment del flabiol que utilitzava habitualment, cal dir que li fou regalat per l'avi Rau. Una altra curiositat, apresa igualment del seu avi, és el repic peculiar que efectuava amb el tamborí a l'introit i als contrapunts de qualsevol sardana.
Va promoure i fer realitat la creació de la cobla Ciutat de Girona, la qual va presentar-se oficialment en un recordat i bonic concert el dia 9 de març de 1975 al Teatre Municipal de Girona. D'aleshores ençà, la Ciutat de Girona esdevingué una de les cobles amb més prestigi de Catalunya.
El 22 de febrer de 1987 s'acomiadà com a músic en actiu en el decurs de l'Aplec de Girona on va rebre un homenatge de les entitats i de l'Ajuntament de la Ciutat. Cal esmentar que a pesar de la primera intenció de jubilar-se, va col·laborar encara uns quants anys més, amb formacions de la Catalunya Nord.
Morí el 30 d'agost de 1999, amb 87 anys.

## Trajectòria musical
La trajectòria professional del mestre Buscarons, ve complementada d'una banda amb la seva tasca pedagògica com a professor de música, donant classes de flauta i flabiol tant a nivell particular a Girona i Sant Feliu de Guíxols, com a l'Escola Municipal de Música de Castelló d'Empúries.
És alhora un estudiós de la sardana i ha realitzat diferents articles en publicacions especialitzades.
Per acabar d'arrodonir el seu perfil musical, cal fer esment de la seva vessant com a compositor de sardanes, de les quals relacionem les següents: Esplais (la primera que va compondre), Muga avall, Pastoreta enamorada, A la Verge Blanca, Recordant, El Passeig de la Sardana, Encarna gentil (dedicada a la seva esposa), Ripoll bressol de Catalunya, Premià joia del Maresme, A la Núria dels ulls verds (Sardana de l'Any 1978), És per tu Cati, Mariel·la, L'Ermita de Sant Ponç, Dolors i fins a 149. Els dos gastons de Banyuls es va estrenar un mes avanç de la seva mort i Eugènia, fou estrenada el dia de Sant Esteve de 1999, als quatre mesos d'haver mort. Dins l'apartat d'obligades de flabiol, cal fer menció d'Ocellets enjogassats (dedicada als seus fills), El rossinyol enamorat, Els petits Rossinyolets i la popularíssima L'avi Rau.
Alhora, també és l'autor de la glosa descriptiva El bruel de Castelló (inspirada en una llegenda medieval) i del poema musical per a flabiol Enyorada Alosa.
El seu germà Pere també era músic i compositor de sardanes.